# Maka Unufe
Maka Unufe (28 de setembro de 1991) é um jogador de rugby sevens estadunidense.

## Carreira
Maka Unufe integrou o elenco da Seleção Estados Unidos de Rugbi de Sevens, na Rio 2016, que foi 9º colocada.